# 山口沙紀
山口 沙紀（やまぐち さき、1985年9月24日 - ）は、日本のグラビアアイドル、タレント。大阪府大阪市阿倍野区出身。かつてファンタスターに所属していた。

## 来歴
- 大阪府立天王寺高等学校[2]、関西学院大学卒業[3]。
- 2007年5月 IAAF世界陸上2007大阪のサポーターズレディに選出。
- 2007年6月 ミスマガジン2007ファイナル進出。審査員特別賞を受賞[4]。
- 2007年7月11日 週刊少年マガジン誌面上にて、審査員特別賞の受賞が発表される。
- 2007年7月14日 週刊ヤングマガジン誌面上にて、審査員特別賞の他、エフエムナックファイブ賞の受賞が発表される。
- 2007年7月15日 東京都池袋サンシャインシティ噴水広場にて、ミスマガジン2007のお披露目イベントが行われた。同イベント内では先輩ミスマガジンから、ミスマガジンのユニフォームが渡され、正式にミスマガジンフットサルチームに加入するも、後に退団している。
- 2009年10月 三洋物産イメージガール4代目ミスマリンちゃんの一員に選ばれた[5]（他に澤井玲菜、渡辺未優）。
- 2013年4月18日、ラストDVD『愛の深度』を発売。これを最後にグラビアを卒業するものと思われたが、5月6日に行われたラストDVDイベントでグラビア卒業を否定した。
- 2020年1月1日現在、所属事務所ファンタスターに名前がなく、SNSも2019年2月以降更新がないため現在の消息は不明である。

## エピソード
- 高校時代はラグビー部のマネージャーをしていた[1]。ミスマガジンには2005年から「高校ラグビー賞」なる副賞が設けられており、2005年・2006年と審査員特別賞受賞者に贈られていたが、山口が審査員特別賞を受賞した2007年からグランプリ受賞者への副賞として贈られることに変更されたため、せっかくの経歴が生かされなかった。
- 2010年6月、右肺気胸のため入院。

## 作品

### DVD
- 「orangenic vol.1」（2007年2月25日、オレンジェニック）共演：髭分由香、畑部麻希、岡智栄、木村知世子
- 「ミスマガジン2007 山口沙紀」（2007年10月24日、TBS/バップ）
- 「月刊 山口沙紀」（2008年9月19日、イーネット・フロンティア）
- 「sakimatics」（2008年11月21日、フォーサイド・ドット・コム）
- 「愛(らぶ)マリンちゃん 山口沙紀」(2010年1月22日、Fresh!Media)
- 「みすぐら mis*grav 山口沙紀」（2010年4月16日、@misty）
- 競泳水着LOVERS（2010年6月18日、日本メディアサプライ）他出演：有馬あかり、菅谷美穂、小川さゆり、山口果歩、相多愛
- 願望図鑑（2011年12月9日、イーネット・フロンティア）
- 美貌の色彩（2012年3月25日、エアーコントロール）
- 愛の温度（2012年8月23日、ギルド）
- 破戒（2012年11月30日、グラッソ）
- 愛の深度（2013年4月18日、ギルド）

### 写真集
- 「Tokyo Slits」(2009年2月、Power Shovel)
- 「海物語」(2009年11月、辰巳出版)

### デジタル写真集
- 山口沙紀 電子写真集「赤」（アスペクトデジタルメディア）
- 山口沙紀 電子写真集「青」（アスペクトデジタルメディア）

## 出演

### バラエティ番組
- 「爆感!グラビア帝国|X'mas特別企画 グラビアアイドル水泳大会」（2006年12月24日、テレビ大阪）
- 「爆感!グラビア帝国」（2007年1月12日 - 2007年9月21日、テレビ大阪） - レギュラー
- 「お笑いワイドショー マルコポロリ!」（2008年9月28日・10月5日、関西テレビ）

### テレビドラマ
- 3年B組金八先生 ファイナル 「最後の贈る言葉」４時間SP（2011年3月27日、TBS系列）
- もっと熱いぞ!猫ヶ谷!!（2011年10月13日 - 12月15日、名古屋テレビ放送） - 山中亜美 役

### 映画
- 「ひとりかくれんぼ」（2008年）

### オリジナルビデオ
- ハーフブラッドバンパイア Vol.2 くの一妖魔斬り（2008年1月、office1000）
- 「ADVENTURE OF AMAZONES」（2008年11月、ZENピクチャーズ）
- 「ADVENTURE OF AMAZONES」（2008年12月、ZENピクチャーズ）

### ラジオ
- 「おサキに失礼しま～す」（『RADIO-X』内のコーナー）

### WEBサイト
- 「ミスマガ!」（#23,#26、GyaO）
- 「朝まで生！番組制作部」（2007年6月9日、casTYひかり荘）
- 「MIDTOWN TV」（2007年7月13日、GyaO）
- 「みすぐら mis*grav 山口沙紀＠mistyグラビア」（2010年4月16日、@misty）

### CM
- 三洋物産『CRスーパー海物語 IN 沖縄2』
- JINRO『マッコリ』（2013年4月13日、フジテレビ「土曜プレミアム」内で放送）

### 舞台
- FLYING PIRATES ネバーランド漂流記-featuringGUY'S-（2010年4月8日、銀座みゆき館劇場） - ティンカーベル 役（日替わりゲスト）
- Stranger than Paradise 〜深愛〜（2011年8月9日・13日・14日、シアターグリーン） - 二階堂麗子 役（9日・13日）[6]、南まるみ 役（14日）[7]